# Robin Blackburn
 (mai 2016).
Pour les articles homonymes, voir Blackburn (homonymie).
Robin Blackburn, né le 3 juin 1940, est un historien, ancien éditeur de la New Left Review et auteur de nombreux ouvrages sur le marxisme et l'histoire de l'esclavage dans le Nouveau Monde. 
Il obtient en 1965 son baccalauréat en sciences en économie à l'université de Londres, puis enseigne la sociologie à la London School of Economics. Ancien membre de l'International Marxist Group, il est actuellement Distinguished Visiting Professor of Historical Studies à la New School de New York.

## Ouvrages

### En tant qu'auteur
- Prologue to the Cuban revolution (1963)
- avec Perry Anderson, Towards Socialism (1966)
- avec Alexander Cockburn, The Incompatibles: Trade Union Militancy and the Consensus (1967)
- The Overthrow of Colonial Slavery, 1776-1848 (1988)
- The Making of New World Slavery: From the Baroque to the Modern, 1492-1800 (1997)
- Abolition and Emancipation in Comparative Perspective (1992)
- Banking on Death: Or, Investing in Life — The History and Future of Pensions (2002)
- Age Shock and Pension Power: Grey Capital and the Challenge of the Aging Society (2007)

### En tant qu'éditeur
- avec Alexander Cockburn, Student Power: Problems, Diagnosis, Action (1969)
- Ideology in Social Science: Readings in Critical Social Theory (1972)
- Explosion in a Subcontinent: India, Pakistan, Bangladesh, and Ceylon (1975)
- Revolution and Class Struggle: A Reader in Marxist Politics (1977)
- After the Fall: The Failure of Communism and the Future of Socialism (1991)